# Zanola difficilis
Zanola difficilis är en fjärilsart som beskrevs av Walker. Zanola difficilis ingår i släktet Zanola och familjen silkesspinnare. Inga underarter finns listade i Catalogue of Life.